# Ernst Bachmann (Mediziner)
Ernst Bachmann (* 2. März 1879 in Winterthur; † 6. August 1955) war ein Schweizer Arzt.
Bachmann studierte in Lausanne, Zürich und Kiel Medizin. Er war als Arzt in Zürich tätig, auch als Schularzt der Kantonsschule. Er war von 1910 bis 1944 Präsident der Zürcher Kantonalen Liga zur Bekämpfung der Tuberkulose (Lungenliga Zürich). 1932 gründete er die Arbeitsheilstätte Appisberg bei Männedorf. Von 1924 bis 1948 war er Präsident der Schweizerischen Vereinigung gegen die Tuberkulose und wirkte bei den Vorarbeiten zum Eidgenössischen Tuberkulose-Gesetz von 1928 mit. Er war zudem Redaktor der 1944 gegründeten Schweizerischen Zeitschrift für Tuberkulose. Bachmann war zudem Präsident der Stiftung Zürcher Heilstätten Wald und Clavadel.
Mit Wilhelm Löffler studierte er Infiltrat-Tuberkulosen und war redaktionell tätig.

## Schriften
- Mit Manes Kartagener und Wilhelm Löffler: Probleme der Militärversicherung: Bemerkungen zu H. Kistlers Rechtsfragen aus dem Gebiete der Militärversicherung. In: Schweizerische medizinische Wochenschrift. Jahrgang 73, Nr. 24. Schwabe, Basel 1943.
- Von Fehldiagnosen bei Tuberkulose und anderen Dingen. In: Schweizerische medizinische Wochenschrift. Jahrgang 72, Nr. 26. Schwabe, Basel 1942.
- Mit Manes Kartagener: Zur Praxis der Tuberkulose-Begutachtung unter besonderer Berücksichtigung der Eidgenössischen Militärversicherung. In: Schweizerische medizinische Wochenschrift. Jahrgang 71, Nr. 4. Schwabe, Basel 1941.
- Tuberkulose-Nachfürsorge. In: Schweizerische Medizinische Wochenschrift. Jahrgang 70, Nr. 49. Schwabe, Basel 1940.
- Tuberkulose und Arbeit. Buchdruckerei A.-G., Stäfa 1937.